# Arkadelphia (Arkansas)
Arkadelphia város az USA Arkansas államában, Clark megyében, melynek megyeszékhelye is. Lakosainak száma 10 380 fő (2020. április 1.).

## Népesség
A település népességének változása:
| Lakosok száma | 905  | 10 714 | 10 380 |
|               | 1860 | 2010   | 2020   |